# 아폴로교

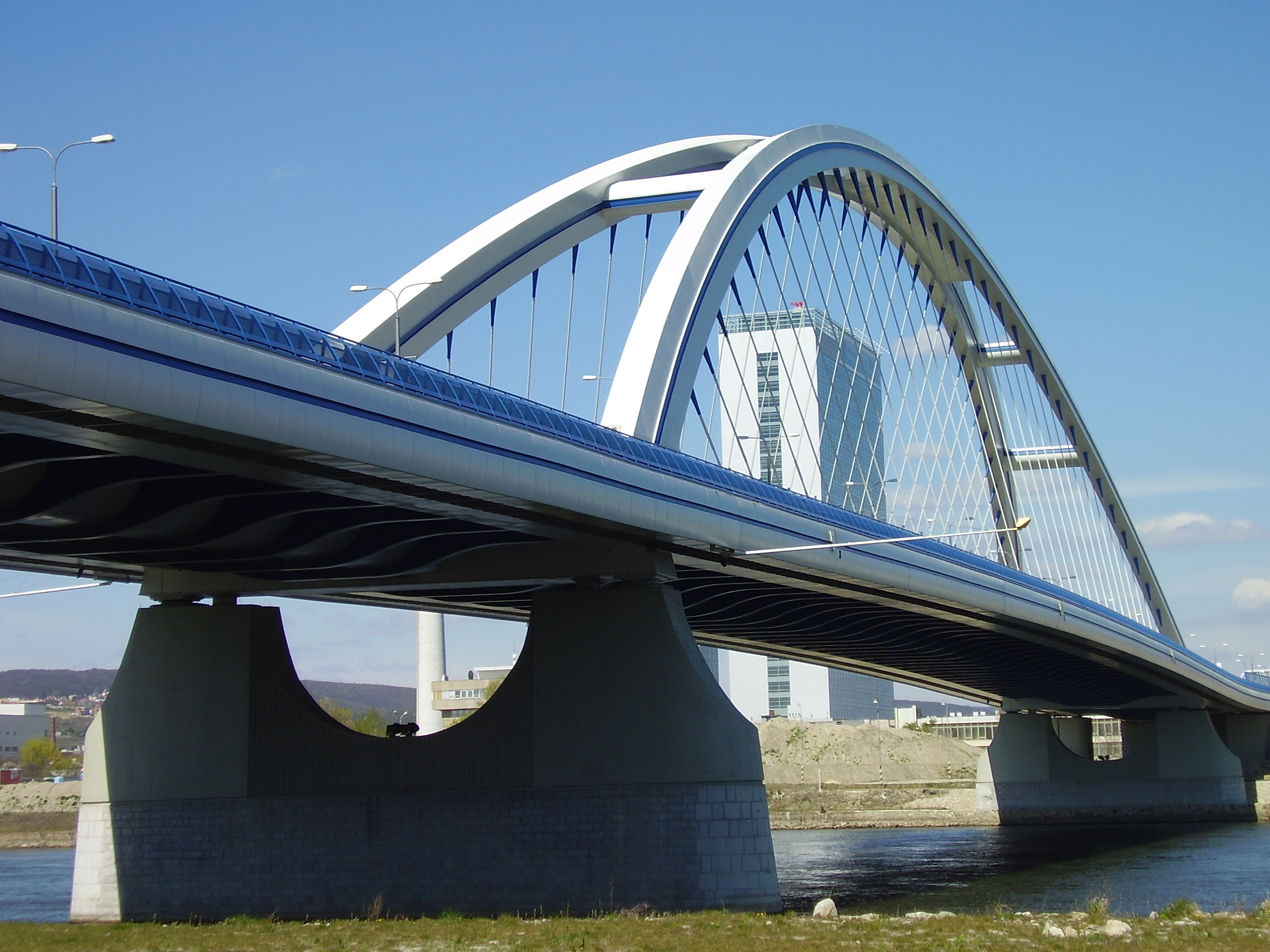
아폴로교

아폴로교(슬로바키아어: Most Apollo)는 슬로바키아 브라티슬라바에 있는 교량으로, 다뉴브강 위에 있다. 다리 건설은 2003년에 시작되어, 2005년 공개되었다.